# Ruta Nacional 105 (Argentina)
La Ruta Nacional 105 es una carretera argentina pavimentada, que se encuentra en el sudoeste de la Provincia de Misiones. Se extiende desde la cabecera del Puente Internacional "San Roque González de Santa Cruz", hasta la Ruta Nacional 14 cerca de la localidad de San José, en un recorrido de 46 km.
Antes de la promulgación del Decreto Nacional 1595 del año 1979, la Ruta Provincial 1 se extendía desde Villalonga hasta Azara, pasando por San José y Apóstoles. El decreto mencionado pasó a jurisdicción nacional el tramo al norte de la Ruta Nacional 14.
Actualmente está en construcción una segunda calzada para convertirla en su totalidad en autovía.

## Localidades
Las localidades que atraviesa la ruta de norte a sur en su recorrido de 46 km son las siguientes.
- Departamento Capital (0-32): Villalonga (kilómetro 0); Parada Leis (km 16); empalme ruta Provincial N.º 205 (acceso a Fachinal) (km 21)
- Departamento Apóstoles (km 32-35): Pindapoy (km 34) y San José (km 35).

## Cabinas de peaje y servicios
- Km 23: Cabina de peaje (Fachinal)
- Km 35: Estación de servicio YPF (San José)

## Gestión
La ruta asfaltada fue construida entre 1953 y 1954 durante la gobernación de Juan Filomeno Velazco en el marco de una serie de grandes obras viales del segundo Plan Quinquenal del gobierno peronista. La Dirección Provincial de Vialidad es la concesionaria de esta ruta, por lo que tiene a su cargo la administración y mantenimiento de la misma. En el año 2002 instaló cabinas de peaje en Fachinal.

## Traza antigua
Antiguamente había otra ruta con este número en esta provincia. Se extendía desde Santa Ana, hasta el pequeño pueblo Santa Rita, pasando por Oberá. Este tramo está marcado en verde en el mapa adjunto.
Mediante el Decreto Nacional 1595 del año 1979 la ruta pasó a la provincia de Misiones. La Ley Nacional 23.153 publicada en el Boletín Oficial el 9 de noviembre de 1984 transfirió esta ruta a jurisdicción nacional, esta vez como Ruta Nacional 103, debido a que ya existía otra Ruta Nacional 105 al oeste de la provincia. Volvió a transferirse a la Vialidad de Provincia de Misiones en 1993 y actualmente conforma la Ruta Provincial 103. La obra de pavimentación entre Oberá y Alba Posse se efectuó poco después del traspaso.